# 崔僧祐
崔僧祐（？—？），清河郡东武城县（今河北省衡水市故城县）人，出自清河崔氏定著六房之一的清河青州房，刘宋、北魏官员。

## 生平
泰始三年（467年），北魏将军慕容白曜围攻历城时，崔僧祐的母亲明氏、弟弟崔僧渊都在城内。泰始四年（468年），宋明帝刘彧任命崔僧祐担任辅国将军，率领数千兵马，与青齐人亲属身在历城、梁邹的人士明同庆、明菩萨等人担任将领佐吏，从淮海地区扬言去救援。崔僧祐的军队将要到不其，听说叔叔崔道固已经战败，自己的母亲和弟弟都被北魏俘虏，因此停军不前。慕容白曜围困东阳时，上表请求崔僧祐的堂弟崔景徽前去劝谕崔僧祐，崔僧祐为了救母亲和弟弟的命，于是归降北魏。慕容白曜将崔僧祐送到京城，崔僧祐在客邸几年，获赐爵层城侯。崔僧祐与房法寿、毕众敬、薛安都等人都不和睦。房法寿等人告发崔僧祐归顺北魏没有诚意，崔僧祐被拘捕一年多，因为大赦获得释放。之后崔僧祐与僧人法秀谋反被定罪处死。

## 家庭

### 曾祖
- 崔琼，后燕车骑属

### 祖父
- 崔辑，刘宋泰山郡太守

### 父母
- 崔目连，刘宋青州别驾
- 明氏

### 兄弟
- 崔僧渊，北魏龙骧将军、南青州刺史

### 子女
- 崔道宁，北魏给事中